# Attilio Mellone
Attilio Mellone (Montesano sulla Marcellana, 19 luglio 1917 – Cava de' Tirreni, 14 novembre 2005) è stato un francescano, religioso e letterato italiano.

## Biografia
Il nome di battesimo era Olimpio, vestì l'abito francescano dell'Ordine dei Frati Minori nel 1933 e fu ordinato sacerdote il 29 giugno 1941.
Studiò dogmatica nel 1942 difendendo la tesi La dottrina di Dante Alighieri sulla creazione in genere, mostrando notevole passione per gli studi dantistici.
Nel 1951 si trasferisce a Cava de' Tirreni, dove insegna teologia dogmatica nel locale seminario teologico. Subito si inserisce nel tessuto sociale della città come assistente spirituale della FUCI e dei Laureati Cattolici.
Nel periodo 1964-1970 da Visitatore generale delle missioni francescane in Libia, diventa Vicario presso l'Istituto Francescano di Grottaferrata.

### Studi su Dante
Dal 1971, riassegnato al convento di San Francesco e Sant'Antonio di Cava de' Tirreni, fonda nel 1974, insieme al dantista Fernando Salsano, la Lectura Dantis Metelliana, ancor oggi molto attiva, che richiama a Cava de' Tirreni i maggiori dantisti del mondo.
Grazie a quest'opera di divulgazione verrà egli stesso invitato a commentare canti del Sommo Poeta, Dante Alighieri, nelle più prestigiose sedi di Lectura Dantis in tutta Italia.
Ha curato la stesura di diciotto voci dell'Enciclopedia dantesca dell'Istituto dell'Enciclopedia italiana Treccani.

### Comunione e Liberazione
Nel contempo, negli anni dal 1974 in poi, padre Attilio Mellone svolge il suo apostolato fra i giovani. Insegnando religione nel liceo classico Marco Galdi di Cava de' Tirreni, può notare fra gli studenti lo smarrimento e l'assenza di punti di riferimento. Da qui l'idea di fondare la comunità di Comunione e Liberazione in città; esperienza che, dal punto di vista metodologico e teologico, ritenne proprio adatta per i ragazzi in cerca di una Verità per la propria vita.
Con il suo instancabile prodigarsi è riuscito ad educare più di una generazione di giovani all'amore per Gesù Cristo nella concreta realtà della vita.

## Riconoscimenti
L'opera di promozione culturale è stata tale da meritare il riconoscimento della cittadinanza onoraria nell'agosto 2004 nell'Aula Consiliare del Comune di Cava de' Tirreni.

## Pubblicazioni
- La dottrina di Dante Alighieri sulla Prima Creazione, 1950
- De doctrina Ioannis Duns Scoti, 1966
- La concezione della vita religiosa nel pensiero del Concilio Vaticano II, 1969
- Il canto XXIX del Paradiso (una lezione di angelologia), 1974, Firenze, Sansoni
- Canto XVIII del Purgatorio, 1984
- Il San Francesco di Dante e il San Francesco della storia, 1986
- Il canto IX del Purgatorio dantesco, 1983
- Dante e il francescanesimo, 1987, Avagliano Editore, ISBN 9788886081085
- La visione simbolica dei cori angelici, 1987
- Il canto XXVIII del Paradiso, 1989
- I Primi Undici Canti Del Paradiso, 1992, Bulzoni Editore, ISBN 8871195361
- Il desiderio dantesco di vedere il volto di San Benedetto, 1997

Recentemente gran parte delle pubblicazioni e ricerche di padre Attilio Mellone sono state raccolte nel volume:
 Attilio Mellone O.F.M., a cura della Lectura Dantis Metelliana, Saggi e letture dantesche, collana Periscopio, Editrice Gaia, 2005,  p. 414, ISBN 88-89821-07-8.